# サムハラ神社
神社（羅馬化：Samuhara jinja），是一座位於日本大阪府大阪市西區立賣堀的神社。

## 主祭
該神社主祭「造化三神」天之御中主神、高御產巢日神和神產巢日神。其奧宮位於岡山縣津山市美作加茂。
據報導指，該神社是日本唯一一座主祭「造化三神」的神社。

## 歷史
神社的歷史可追溯到1935年，當時信仰「造化三神」的津山市加茂町人田中富三郎發現一座舊小神社遭荒廢而感到可惜，於是自行重建，成為該神社的起源。田中為當時鋼筆行業的先驅，建立該神社旨在感謝「造化三神」保佑他參與日清戰爭和日俄戰爭中平安無事，而他在戰場期間戴著寫有字樣的御守，其相信具有驅災解難的力量。到第二次世界大戰期間，田中更自費贈送御守給參與戰事的軍人。然而，翌年由於該神社在未經許可下於社內宣傳商業產品，因而被岡山縣當局要求解散，該神社於1936年11月27日解散。

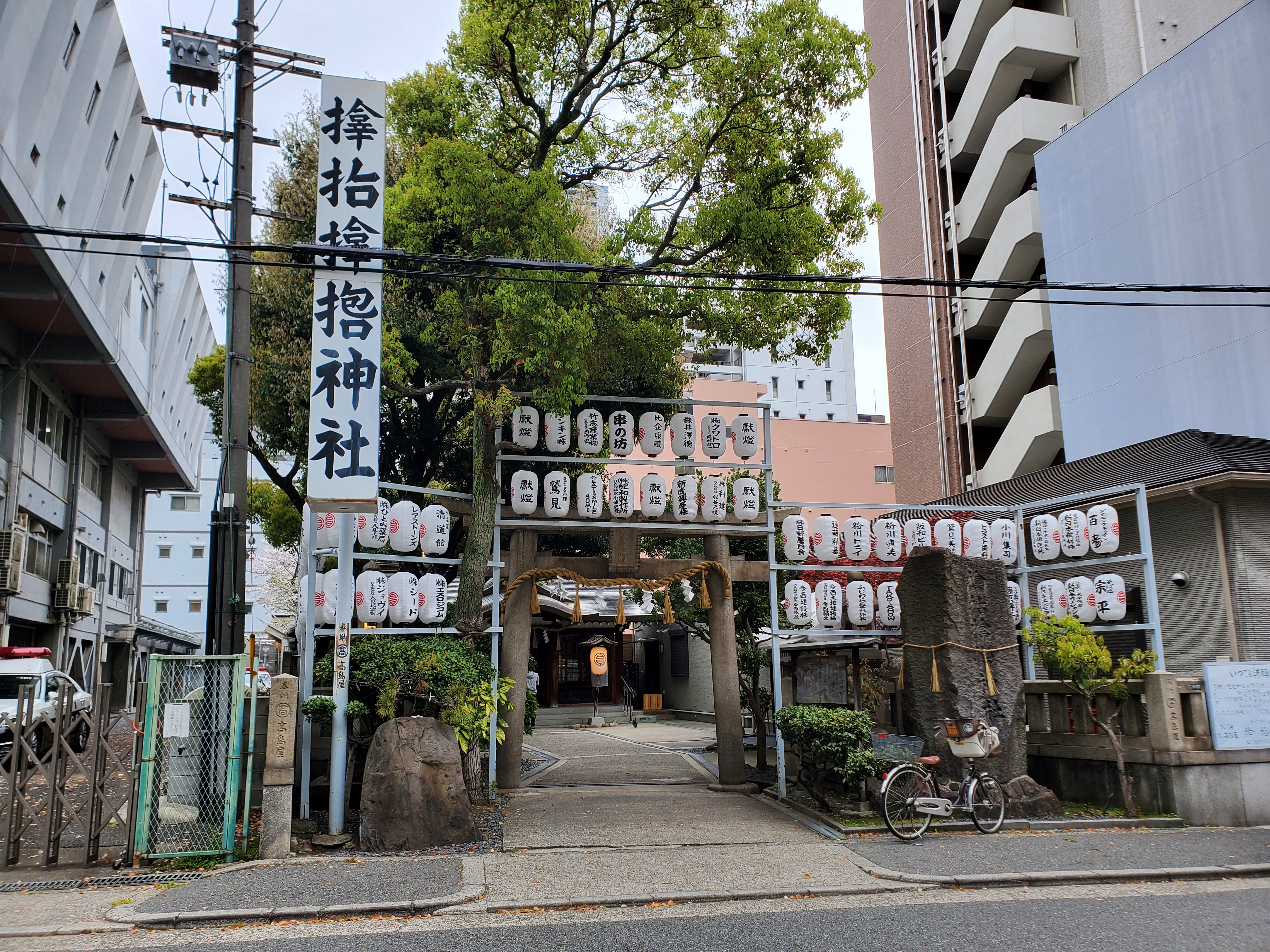
神社大門

田中於戰後1946年開始籌備重建神社、於1950年在大阪中之島豐國神社附近的土地上自費建造該神社。1961年，神社遷至現址。
大阪府警察機動隊分部位於該神社旁邊。
2021年1月，一名擔任該神社禰宜的男子因涉嫌在參拜者參拜時做出猥褻對方的行為而被捕，同年6月被判處有期徒刑2年，緩刑4年。

## 字義
神社的名稱是和製漢字，一說為三神的總稱；一說是神佛習合背景下的佛教梵語，意為「維持幸福，世界和平」；另一說是來自古朝鮮語，意為「生命」。相傳熊本城藩主加藤清正都曾在刀上刻上四字。
該神社宮司接受《朝日新聞》訪問指，的起源尚不清楚，而且字體和發音因地區而異。

## 戒指御守

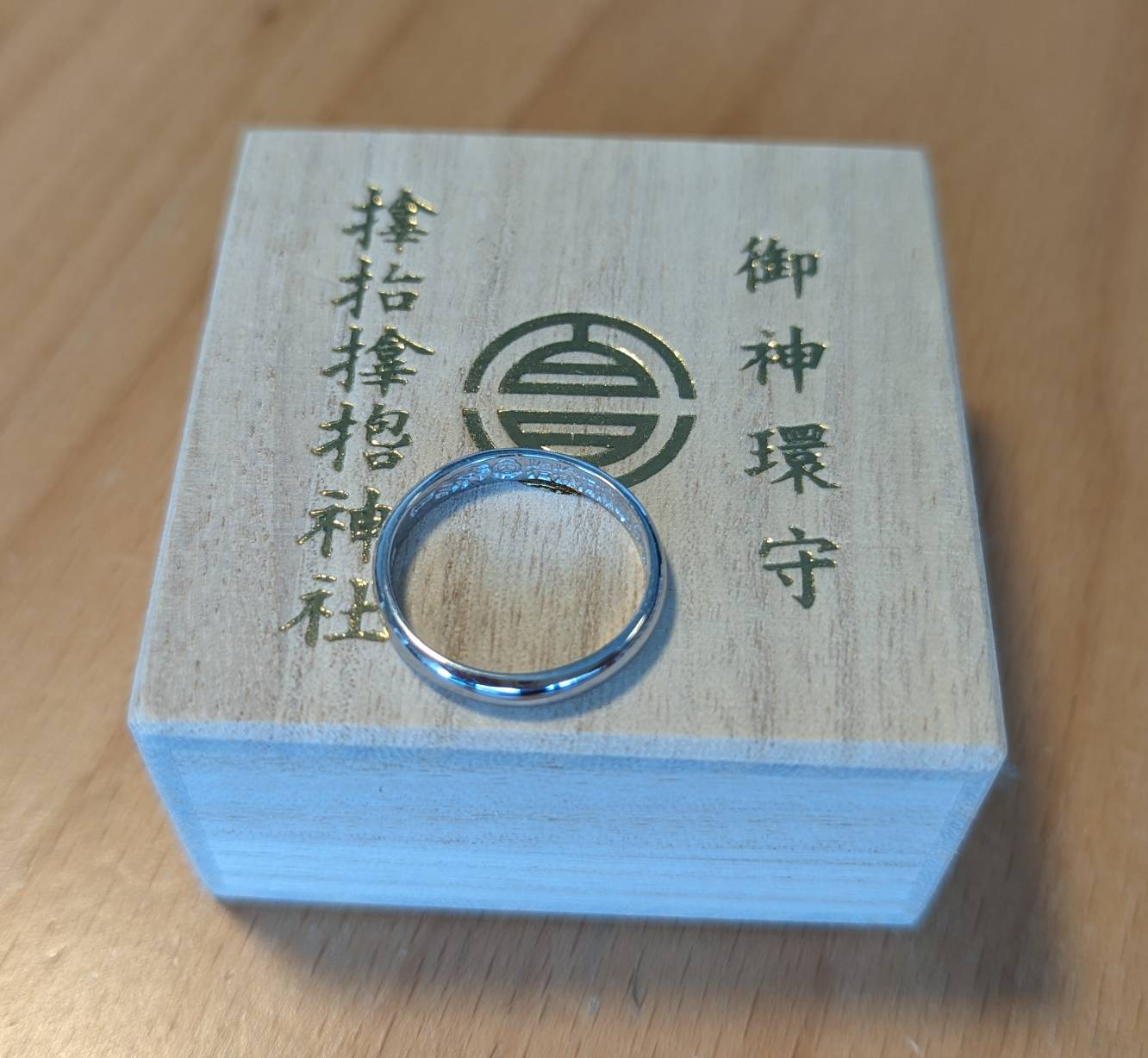
萨姆哈拉神社的御神环护身符

該神社一直在出售戒指形御守，由於這種御守稀有且難以獲得，所以大批信眾紛紛湧向神社購買御守，再在網上轉售圖利，引起神社不滿，最後神社停止出售戒指御守。

## 外部鏈結
- 官方网站 （日語）